# Toumast
Toumast (dalla lingua tamashek: il popolo) è un gruppo musicale tuareg fondato nel 1990 da Moussa Ag Keyna.

## Storia
I Toumast, composti da Moussa Ag Keyna e Aminitou Goumar iniziano a farsi conoscere da numerosi concerti in Francia e Belgio a partire dagli anni novanta. Ad oggi, la band ha registrato il suo primo album Ishumar nel 2007, seguito dalla partecipazione nella compilation Ishumar, musique touarègue de résistance nel 2008 e da Amachal nel 2009.

## Discografia

### Album studio
- Ishumar (2007)
- Amachal[3] (2009)

### Apparizioni in compilation
Ishumar, musique touarègue de résistance (2008)